# 브라이언 라킨

브라이언 라킨(Bryan Larkin, 1973년 8월 7일 ~ )은 영국의 영화 감독, 배우, 촬영 감독, 영상 편집자, 작곡가, 각본가, 텔레비전 배우이다.
글래스고에서 태어났다.

## 영화
- 던전 앤 드래곤: 도적들의 명예 (2023년) - 노릭시우스 / 드래곤본 배그런트 역
- 교섭 (2023년) - 압둘라 역
- 신 복수무정 (2017년)
- 추룡 (2017년)
- 런던 해즈 폴른 (2016년)
- 악령의 심판 (2014년)
- 아웃포스트: 불멸의 나치부대 (2013년) - 돌로 코프 역
- 스켈리톤 레이크 (2012년)
- 패스트 로맨스 (2011년)
- 레드 머신 (2009년) - 로버트 엘드리지 딘 역